# Christian Karembeu
Christian Lali Karembeu (Lifou, Új-Kaledónia, 1970. december 3. –) francia válogatott labdarúgó, tagja az 1998-as labdarúgó-világbajnokságot és a 2000-es labdarúgó-Európa-bajnokságot megnyerő francia válogatottnak. Többek között ő az egyik leghíresebb óceániai labdarúgó, aki kétszer (1995-ben és 1998-ban)  nyerte el Az év óceániai labdarúgója megtisztelő címet.

## Pályafutása

### A klubcsapataiban
Christian Karembeu Új-Kaledónia egyik kis szigetén, Lifou-ban látta meg a napvilágot 1970. december 3-án. A tehetséges fiú tizenévesen Franciaországba ment, mivel úgy érezte, hogy csak Európában adottak számára azok a lehetőségek, melyek világhírű labdarúgóvá emelhetik őt. Futballkarrierjének első állomása Nantes volt, ahol 1990-től egészen 1995-ig játszott. Itt aratta első nagyobb sikereit, mivel 1993-ban francia kupa döntőt játszott, majd 1995-ben francia bajnok lett a Nantes együttesével.
Ugyanebben az évben Olaszországba került, ahol két idényt töltött a stabil középcsapatnak számító genovai klubnál, a Sampdoriánál.
1997-ben olyan csapatok szálltak harcba érte, mint az FC Barcelona és a másik spanyol sztárcsapat, a Real Madrid. Végül a madridi csapat győzött, de a francia játékosnak sérülés miatt az egész őszi idényt ki kellett hagynia.
1998-ban és 2000-ben bajnokok ligája győztes lett a Real Madriddal, majd 2000 nyarán az angol első osztályú Middlesbrough-hoz szerződött. Egy évvel később átigazolt a görög sztárcsapathoz, az Olimpiakószhoz, ahol három év alatt 68 mérkőzésen lépett pályára és három gólt is szerzett.
Az aktív pályafutása végéhez közeledő labdarúgó 2004-ben a svájci Servette-hez igazolt, de a klub anyagi problémái és kiesése miatt a csapatban amúgy is keveset játszó világbajnok labdarúgó hosszú hezitálás után végül úgy döntött, hogy visszavonul. A bejelentésre 2005. október 13-án került sor. Ebben az évben még játszott hét mérkőzést a korzikai SC Bastia csapatában, míg végül tényleg abbahagyta a profi futballt.

### A válogatottban
Christian Karembeu a francia labdarúgó-válogatottban 1992. november 14-én mutatkozott be egy Finnország elleni mérkőzésen, amely 2-1-es francia győzelemmel végződött. Karembeu összesen 53-szor ölthette magára a válogatott szerelését, s ezalatt egyszer volt eredményes. A válogatottal mindent megnyert, amelyről egy labdarúgó valaha is álmodhat. 1998-ban megnyerte a nemzeti csapattal a franciaországi világbajnokságot, 2000-ben az Európa-bajnokságot és 2001-ben tagja volt a konföderációs kupa-győztes francia keretnek is.
Külön érdekesség, hogy a labdarúgó 53 válogatott fellépése alatt egyszer sem énekelte el a francia himnuszt, mivel így tiltakozott az ellen, hogy a franciák 1931-ben két nagybátyját ketrecben, állat módjára mutogatták a párizsi Gyarmati Kiállításon.

## Magánélete
1998. december 22-én feleségül vette Adriana Sklenaříková szlovák szupermodellt, aki arról híres, hogy lábai hosszúságával bekerült a Guinness-rekordok könyvébe. Karembeu szívén viseli szülőhazája sorsát, s rendkívül sok pénzzel támogatja Új-Kaledónia tehetséges fiatal labdarúgóit. Jelenleg az Óceániai Labdarúgó-szövetség vezető beosztású tagja.